# Clic Air

Ehemaliges Logo der EasyFly

Clic Air (ehemals EasyFly) ist eine kolumbianische Billigfluggesellschaft mit dem Heimatflughafen in Bucaramanga. Sie fliegt 26 Ziele innerhalb Kolumbiens an.
Am 15. August 2023 wurde die Fluggesellschaft nach einem Namensstreit mit Easyjet in Clic Air umbenannt.

## Flotte

### Aktuelle Flotte
Mit Stand Dezember 2024 besteht die Flotte der Clic aus 19 Flugzeugen mit einem Durchschnittsalter von 6,8 Jahren:
| Flugzeugtyp | Anzahl | bestellt | Anmerkungen  | Sitzplätze |
| ----------- | ------ | -------- | ------------ | ---------- |
| ATR 42      | 13     |          | zwei inaktiv | 48 oder 50 |
| ATR 72-600  | 06     |          |              | 68         |
| Gesamt      | 19     |          |              |            |

### Ehemalige Flugzeugtypen
- British Aerospace Jetstream 41